# Yeji
Yeji – miasto w Ghanie, w regionie Brong-Ahafo, w dystrykcie Pru.